# イヴィロンの生神女

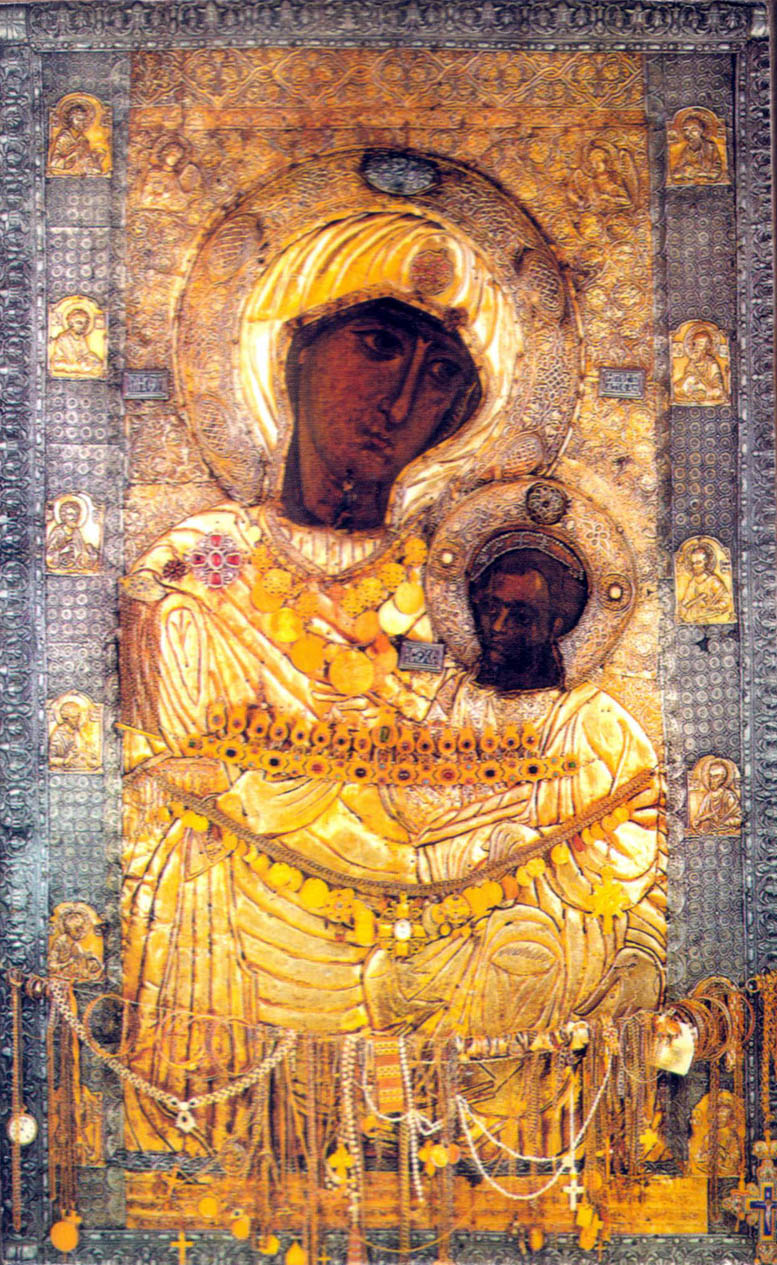
イヴィロンの生神女

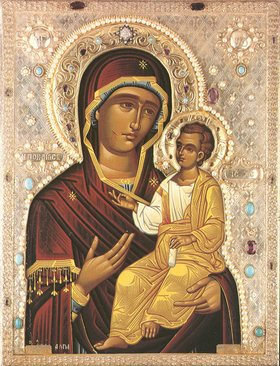
イヴィロンの生神女（モントリオール複製画）

イヴィロンの生神女（イヴィロンのしょうしんじょ、ギリシャ語: Παναγία Πορταΐτισσα, ラテン文字転写: Panagia Portaitissa、グルジア語: ათონის ივერიის ღვთისმშობლის ხატი）は、ギリシャのアトス山にある正教会のイコンである。伝承では福音記者ルカが描いたとされていて、オリジナルはアトス山のグルジア正教会・イヴィロン修道院にあり、名称「イヴィロン」はグルジアの古代イベリア王国に由来する。
このイコンの複製画は様々な所に置かれている。

## ロシアの複製画
ロシア正教会では「イヴェルスカヤの生神女」と呼ばれていて、1648年にコピーされた複製画が「赤の広場」の入口のヴァスクレセンスキー門のイヴェルスカヤ礼拝堂に設置されて崇敬を集めていたが、1917年のロシア革命以降行方知らずになっている。しかし、いまでもロシアで複製画が最も作られているイコンのひとつである。

## モントリオール、ホノルルなどの複製画
いくつかの複製イコンは不思議な力があるものと信じられている。その中でも、カナダ・モントリオールのイコン、ハワイ・ホノルルのイコンは「没薬」を出し続けることでも知られていて、様々な所へも引き回されている。

## その他似た構造の絵
コンスタンチノープルにもともとあった生神女（マリア）がイエスを抱いている構図に基づいていて、これにはポーランドのクラクフにあり、一般に「黒い聖母」と呼ばれるヤスナ・グラの聖母などがある。